# 714

714(칠백십사)는 713보다 크고 715보다 작은 자연수다.

## 수학
- 합성수로, 그 약수는 총 16개다. (1, 2, 3, 6, 7, 14, 17, 21, 34, 42, 51, 102, 119, 238, 357, 714)
  - 714의 진약수의 합은 1014이므로, 714는 과잉수다.
  - 제곱 인수가 없는 38번째 과잉수다. 이 성질을 지닌 앞의 수는 690, 다음 수는 762이다. (OEIS의 수열 A087248)
- 57번째 불가촉수다. 앞의 불가촉수는 708, 다음은 718이다.
- {\displaystyle 13^{4}-1}은 714로 나누어떨어진다.

## 과학
- NGC 714(영어판): 안드로메다자리 방향에 있는 렌즈형은하.

## 교통

### 철도
- 서울 지하철 7호선 중계역의 역번호.

### 도로
- 고속도로
  - 유럽 고속도로 714호선: 프랑스 오랑주에서 마르세유까지 이어지는 유럽 고속도로.
  - 오토루트 714호선: 프랑스의 고속도로 오토루트 71호선(프랑스어판)의 지선도로.
- 기타 도로
  - 714번 지방도: 전북특별자치도 김제시 금산면 청도리에서 완주군 구이면까지 이어지는 대한민국의 지방도.
  - 현도 제714호선

## 군사
- 714 해군 항공대(영어판): 과거 존재한 영국의 해군 항공대.
- U-714(영어판, 독일어판): 제2차 세계 대전에 사용된 나치 독일의 군용 잠수함.

## 기타
- 날짜: 7월 14일
- 연도: 714년, 기원전 714년